# Ростех
Ростех — російська державна корпорація, створена наприкінці 2007 року для сприяння розробці, виробництву та експорту високотехнологічної промислової продукції цивільного та військового призначення. У її складі понад 700 організацій з яких сформовано 15 холдингових компаній. Дев'ять із них — в оборонно-промисловому комплексі, шість — у цивільних галузях промисловості. Організації Ростех розташовані на території 60-ти суб'єктів РФ і поставляють продукцію на ринки понад 70-ти країн світу. Корпорація створена на основі майнового внеску, здійснюваного Російською Федерацією.
Повна назва — Державна корпорація зі сприяння розробці, виробництву і експорту високотехнологічної промислової продукції «Ростех». Скорочена найменування — Державна корпорація «Ростех». Повне найменування англійською мовою — State Corporation for Assistance to Development, Production and Export of Advanced Technology Industrial Product «RosTech». Скорочене найменування англійською мовою — State Corporation «RosTech».
Глава корпорації Сергій Чемезов. Його заступником є Олександр Назаров. Штаб-квартира розташована в Москві.
У серпні 2022 року, під час повномасштабного вторгнення РФ до України, YouTube-канал компанії було заблоковано через міжнародні санкції проти РФ.